# Выборы в Сенат Чехии (2008)
Выборы в Сенат Чехии 2008 года проходили 17 — 18 октября 2008 года (1 тур) и 24 — 25 октября 2008 года (2 тур). На выборах победила Чешская социал-демократическая партия (ČSSD).

## Избирательные округа
Выборы проходили в 27 избирательных округах по всей стране. Поскольку сенат обновляется лишь на треть, две трети населения Чехии не участвуют в выборах сенаторов.
Выборы проходили в избирательных округах: 3 — Хеб • 6 — Лоуны • 9 — Плзень-город • 12 — Страконице • 15 — Пельгржимов • 18 — Пршибрам • 21 — Прага 5 • 24 — Прага 9 • 27 — Прага 1 • 30 — Кладно • 33 — Дечин • 36 — Ческа-Липа • 39 — Трутнов • 42 — Колин • 45 — Градец-Кралове • 48 — Рихнов-над-Кнежноу • 51 — Ждяр-над-Сазавоу • 54 — Зноймо • 57 — Вышков • 60 — Брно-город • 63 — Пршеров • 66 — Оломоуц • 69 — Фридек-Мистек • 72 — Острава-город • 75 — Карвина • 78 — Злин • 81 — Угерске-Градиште

## Разделение округов перед выборами
| Партия | Партия                | Лидер               | Мандаты |
| ------ | --------------------- | ------------------- | ------- |
|        | ODS                   | Вацлав Клаус        | 9 из 27 |
|        | ČSSD                  | Владимир Шпидла     | 7 из 27 |
|        | Независимые кандидаты |                     | 3 из 27 |
|        | Nezávislí             |                     | 2 из 27 |
|        | KDU-ČSL               | Цирил Свобода       | 1 из 27 |
|        | KSČM                  | Мирослав Гребеничек | 1 из 27 |
|        | LiRA                  | Павел Вайс          | 1 из 27 |
|        | US-DEU                | Иван Пилип          | 1 из 27 |
|        | HHROM                 |                     | 1 из 27 |
|        | CZ                    | Иржи Лобковиц       | 1 из 27 |

## Разделение округов после выборов
|        |        |                 |          |
| Партия | Партия | Лидер           | Мандаты  |
|        | ČSSD   | Иржи Пароубек   | 23 из 27 |
|        | ODS    | Мирек Тополанек | 3 из 27  |
|        | KSČM   | Войтех Филип    | 1 из 27  |